# Inga tessmannii
Inga tessmannii är en ärtväxtart som beskrevs av Hermann August Theodor Harms. Inga tessmannii ingår i släktet Inga och familjen ärtväxter.

## Underarter
Arten delas in i följande underarter:
- I. t. harmsii
- I. t. tessmannii